# 都心部・臨海地域地下鉄構想
都心部・臨海地域地下鉄構想（としんぶ・りんかいちいきちかてつこうそう）は、東京都心部と臨海副都心を結ぶ地下鉄の構想である。
2022年11月に公表された東京都の都心部・臨海地域地下鉄構想 事業計画検討会による事業計画案によると、都心部の起終点を東京駅（八重洲口）、臨海部の起終点を有明・東京ビッグサイト駅の6.1 kmとし、途中5駅（新銀座、新築地、勝どき、晴海、豊洲市場）を設ける（駅名はすべて仮称）。東京駅では秋葉原駅からの延伸計画がある常磐新線（首都圏新都市鉄道つくばエクスプレス）、有明・東京ビッグサイト駅では羽田空港（羽田空港アクセス線）との接続を今後検討する。
建設費は事業主体の保有設備等により増減があるが約4200億円から5100億円。費用対効果は1.0以上、30年以内で累積資金収支が黒字になるとしている。

## 沿革
2011年度から中央区は、銀座と晴海地区を結ぶLRTの調査を開始。2013年には「基幹的交通システム導入の基本的考え方」をまとめた。計画では有楽町（運転開始当初は銀座五丁目） - 晴海トリトン間でBRTを導入し、段階的にLRTに転換するというものであった。
BRTについては、東京都などを交えて検討した結果、2016年に事業計画を公表。この中では2019年に新橋駅 - 勝どき - 豊洲駅間で運転を開始し、2020年以降虎ノ門バスターミナル - 国際展示場駅・東京テレポート駅や2020年東京オリンピック・パラリンピックの選手村跡地（HARUMI FLAG）への路線を開設する計画とされ、後に計画修正を経て東京BRTとして具現化することとなった。
中央区では、選手村施設の集団住宅への転用や再開発事業の進展により、都心と臨海部との間の交通需要がさらに増加するとして、2014年から地下鉄導入を検討、2015年3月に「都心部と臨海部を結ぶ地下鉄新線の整備に向けた検討調査」の報告書をまとめ、同年6月区議会に報告した。
報告書では、都心部の起終点を銀座駅付近（新銀座駅（仮））、臨海部の起終点を国際展示場駅付近（新国際展示場駅（仮））の4.8 kmとし、中央区内では晴海通りもしくは晴海通りと環二通り（環状2号線）の間にある道路沿いに、江東区内では環二通り沿いを通り、途中3（新築地駅（仮）、勝どき・晴海駅（仮）、新市場駅（仮））ないし4駅（勝どきと晴海の両方に駅を設置）を設けるとしていた。
2015年7月に東京都から公表された「広域交通ネットワーク計画について≪交通政策審議会答申に向けた検討のまとめ≫」では、当路線は「整備について検討すべき路線」となった。報告書によると、臨海部で計画・構想されている4路線（当路線、および東京8号線（有楽町線）延伸（豊洲駅 - 住吉駅）、ゆりかもめ延伸（豊洲駅 - 勝どき駅）、羽田空港アクセス線）を比較検討した結果、当路線とゆりかもめ延伸を両方整備した場合、ゆりかもめ延伸の収支採算性の確保に課題が生じるが、その他の2路線（いずれも「整備について優先的に検討すべき路線」）とは需要が競合せず、収支採算性に影響はないとの結果となった。
2016年4月に公表された交通政策審議会答申第198号では、当路線の新設に加えて常磐新線との一体整備および直通運転が「国際競争力の強化に資する鉄道ネットワークのプロジェクト」として取り上げられた。
第198号答申では、都心側の起終点を東京駅とするとともに、秋葉原駅 - 東京駅の延伸計画がある常磐新線（つくばエクスプレス）との一体整備および相互直通運転が盛り込まれた。これは、答申をまとめた東京圏における今後の都市鉄道のあり方に関する小委員会が提案したもので、原計画では他のネットワークとつながっていないため事業的に課題が生じるという分析結果（総事業費2600億円、輸送密度約4.6万人 - 4.7万人/日、費用対便益比0.7、累積資金収支黒字転換年36年 - 38年）から、常磐新線との一体整備（秋葉原駅 - 新国際展示場駅（仮）8.6 km、総事業費6500億円、輸送密度9.9万人 - 10.2万人/日、費用対便益比1.5 - 1.6、累積資金収支黒字転換年18年 - 19年）により既存ネットワークとの有機的な連携と事業性の確保が図れるとした。
2019年4月3日付読売新聞東京版夕刊において、東京都が2019年度中に具体的な整備計画をとりまとめ、2020年東京オリンピック終了後に整備に着手、10 - 20年後の開業を目指す方針であることを報じている。この記事の中では銀座を起点に国際展示場駅に至るルートとし、沿線となる築地市場跡地、晴海・勝どき地区、豊洲市場周辺に5ヶ所程度の駅を整備するほか、東京駅まで延伸しつくばエクスプレスと、国際展示場駅でりんかい線・羽田空港アクセス線臨海部ルートと、それぞれ直結させ、千葉・茨城方面から羽田空港への空港アクセス路線にする計画もあるとしている。新線の利用者は1日5万人、総事業費は2500億円を見込んでいる。
2021年7月に公表された交通政策審議会答申第371号では、「世界から人、企業、投資を呼び込み、東京と日本の持続的成長を牽引する臨海部と区部中心部をつなぐ基幹的な交通基盤としての役割を担うことが期待されており、今後、臨海部の都市づくりとともに、第198号答申において指摘されている常磐新線延伸(TX)との接続も含め、事業化に向けて 関係者による検討の深度化を図るべきである」と指摘している。
第371号答申を受け、東京都では2021年9月に「都心部・臨海地域地下鉄構想 事業計画検討会」を設置している。
2022年11月24日には読売新聞オンラインにおいて、東京都が当路線の事業化に着手すること、近日中に小池百合子東京都知事による計画公表が行われることを報じている。この記事の中では上記2019年4月報道のルートに対し起点が東京駅に変更されており、当路線の東京駅はJR各線の東京駅の北東部に設置されるとしている。そして25日に正式に都から発表された事業計画案では、羽田空港アクセス線臨海部ルートや、つくばエクスプレスとの接続も将来的に検討するとされている。2030年頃着工、2040年頃開業を予定している。
2024年（令和6年）2月、東京都は整備主体として鉄道建設・運輸施設整備支援機構、営業主体として東京臨海高速鉄道の参画を予定し、三者で事業計画の検討を行うことで合意したと発表した。

## 駅一覧
2022年（令和4年）11月に公表された事業計画案に基づく設置予定駅（いずれも仮称）および駅間距離を以下に示す。なお、これらは検討段階のものであり、今後の計画策定までに変更の可能性がある。
- 東京 - 約1.0 km - 新銀座 - 約1.6 km - 新築地 - 約0.6 km - 勝どき - 約0.7 km - 晴海 - 約1.1 km - 豊洲市場 - 約1.1 km - 有明・東京ビッグサイト

#### 報道発表資料
1. 1 2  『都心部・臨海地域地下鉄　事業計画の検討について「鉄道・運輸機構」、「東京臨海高速鉄道」と3者で合意』（プレスリリース）東京都都市整備局、2024年2月2日。2024年2月2日閲覧。
2. ↑  『都心部・臨海地域地下鉄整備事業の事業計画の検討について「東京都」及び「鉄道・運輸機構」と合意しました』（プレスリリース）東京臨海高速鉄道、2024年2月2日。オリジナルの2024年2月2日時点におけるアーカイブ。2024年2月2日閲覧。